# Barão de Pombeiro de Riba Vizela
Barão de Pombeiro de Riba Vizela é um título nobiliárquico criado por D. Maria II de Portugal, por Decreto de 11 de Maio de 1851, em favor de Paulo de Melo de Sampaio de Freitas do Amaral.
Titulares
1. Paulo de Melo de Sampaio de Freitas do Amaral, 1.° Barão de Pombeiro de Riba Vizela.

Após a Implantação da República Portuguesa, e com o fim do sistema nobiliárquico, usaram o título: 
1. Paulo Henrique de Melo de Sampaio, 2.° Barão de Pombeiro de Riba Vizela;
2. Júlia Maria Henriqueta de Melo de Sampaio, 3.ª Baronesa de Pombeiro de Riba Vizela;
3. João de Lancastre de Melo de Sampaio, 4.° Barão de Pombeiro de Riba Vizela;
4. Paulo dos Santos de Mello Sampayo, 5.° Barão de Pombeiro de Riba Vizela.[2]